# Ascaron
Ascaron Entertainment – niemieckie studio produkujące i wydające gry komputerowe, założone w 1991 roku jako Ascon.

## Historia
Studio Ascon zostało założone w 1991 roku w mieście Gütersloh. Jednymi z jej założycieli byli Holger Flöttmann i Gerald Köhler. Jeszcze zanim firma została zarejestrowana rozpoczęto prace nad grą The Patrician, której akcja dzieje się w czasach aktywności Ligi Hanzeatyckiej. Rok po założeniu przedsiębiorstwa wydano ją na Amigę, Atari ST oraz inne komputery osobiste. W 1993 roku wydano kolejny projekt studia – grę piłkarską On the Ball znaną w Niemczech jako Anstoss. W grze wprowadzono innowacyjne elementy takie jak budowanie PR-u drużyny czy dbanie o morale zawodników, co poskutkowało otrzymaniem dobrych ocen od recenzentów. W kolejnych latach ukazały się podobne do The Patrician gry strategiczno-ekonomiczne – Hanse: Die Expedition i Gloriana (znana też jako Elisabeth I).
W 1996 roku Ascon zmienił nazwę na Ascaron w celu uniknięcia pomyłki ze szwajcarską spółką telekomunikacyjną Ascom. Pierwszymi dziełami studia po zmianie nazwy była nowa wersja gry handlowej Vermeer zatytułowana Vermeer: Die Kunst zu erben, a także symulator śmigłowca bojowego noszący tytuł Das Hexagon-Kartell, lecz żadna z tych gier nie osiągnęła sukcesu komercyjnego. W następnych latach Ascaron podpisał umowę z wydawcą Infogrames, która pozwoliła na zdobycie nowych rynków, np. wydany w 2000 roku Patrician II: Quest for Power sprzedał się w 60 tysiącach egzemplarzy w Hiszpanii. Patrician II miał ulepszoną oprawę graficzną względem poprzedniej części, a także oferował możliwość wcielenia się w postać pirata, przez co zebrał dobre oceny.  W tym samym roku wydano grę Anstoss 3, ostatnią z serii, przy której pracował jej twórca, Gerald Köhler. Kolejne części okazały się finansowymi porażkami, na których studio straciło miliony marek.
W 2001 roku Ascaron przejął prawie ukończony projekt studia Ikarion nazwany roboczo Armalion. Ikarion nie mógł ukończyć dzieła, mimo że miał licencję i pomysł na grę, ponieważ brakowało mu funduszy. Gdy Ascaron przejął projekt dokonał tak dużych modyfikacji, że pojawiły się problemy z utrzymaniem licencji The Dark Eye. Mimo kłopotów nie zarzucono projektu i kontynuowano prace. Ascaron po kilku finansowych porażkach z rzędu był bliski bankructwa, pracownikom nie płacono pensji przez kilka miesięcy, a niemieckie urzędy przekonano tym, że przy wydaniu następnych gier studio odzyska płynność finansową. W 2003 roku wydano grę Port Royale, która rzeczywiście odniosła sukces, gdyż w tym okresie wzrosło zainteresowanie tematyką piracką i Karaibami spowodowane m.in. zapowiedzią remake'u Sid Meier’s Pirates! oraz filmu Piraci z Karaibów: Klątwa Czarnej Perły. Port Royale, które czerpało inspirację z serii Patrician zostało też dobrze przyjęte przez krytyków, m.in. dzięki zwiększonej liczbie towarów handlowych czy bardziej złożonej sytuacji geopolitycznej. W następnym roku wydano grę Patrician III: Rise of the Hanse, która w Niemczech ukazała się już prawie dwa lata wcześniej jako samodzielny dodatek do drugiej części serii. Mimo zebrania najniższych ocen w historii serii, gra została dobrze przyjęta, wprowadzała takie nowości jak możliwość likwidacji baz pirackich, zakładania własnych miast, tworzenia szlaków handlowych czy obsługi edytora map. W tym samym roku wydano grę Piraci Nowego Świata, której akcja rozgrywa się w XVI i XVII wieku na Karaibach.
W 2004 roku ukazała się gra Port Royale 2, w której rozszerzono możliwości handlu w stosunku do serii Patrician, rozbudowano także system bitew morskich. Druga część serii Port Royale, tak jak pierwsza, zebrała pozytywne recenzje. W maju tego samego roku ukazała się gra Sacred, czyli projekt o roboczej nazwie Armalion. Sacred to hack and slash, który został dobrze przyjęty przez krytyków i okazał się hitem – sprzedano ponad 1,8 miliona egzemplarzy. W październiku wydano dodatek Sacred Plus, w maju 2005 roku Sacred: Podziemia, a w sierpniu 2005 roku Sacred Gold. W 2006 roku wydano grę DarkStar One, a rok później Piratów Nowego Świata 2: Dwa Skarby. Obie gry okazały się porażkami finansowymi studia, przy czym na Piratów Nowego Świata 2 wydano dwa miliony euro. Rok 2007 przyniósł Ascaronowi ponad 8,5 miliona euro strat. Holger Flöttmann został odwołany ze stanowiska prezesa spółki, zastąpił go Heiko tom Felde. Nowy prezes postawił wszystko na grę Sacred 2: Fallen Angel, która ukazała się w październiku 2008 roku, lecz nie przyniosła oczekiwanych zysków. W międzyczasie ze studia odszedł główny projektant gry, Franz Stradal. W kwietniu 2009 roku Ascaron ogłosił bankructwo, lecz nie zaprzestał prac nad dodatkiem do gry Sacred 2. W maju gra ukazała się na konsolach PlayStation 3 oraz Xbox 360, a w sierpniu dodatek Sacred 2: Władca Smoków miał premierę na komputery osobiste. Studio zostało zamknięte w 2009 roku, lecz część pracowników Ascaronu została zatrudniona w Gaming Minds Studios należącym do Kalypso Media.

## Gry wyprodukowane przez Ascaron
| Gra                                                         | Rok wydania | Platforma                   |
| ----------------------------------------------------------- | ----------- | --------------------------- |
| Think Cross                                                 | 1991        | Commodore 64                |
| The Patrician                                               | 1992        | Amiga, Atari ST, PC         |
| Anstoss (On the Ball)                                       | 1993        | Amiga                       |
| Hanse: Die Expedition                                       | 1994        | Amiga                       |
| Anstoss: World Cup Edition                                  | 1994        | Amiga, PC                   |
| Anstoss Doppelpass (Doppelpass)                             | 1994        | Amiga, PC                   |
| Gloriana (Elisabeth I)                                      | 1996        | PC                          |
| Pole Position                                               | 1996        | PC                          |
| Vermeer: Die Kunst zu erben                                 | 1997        | PC                          |
| Das Hexagon-Kartell                                         | 1997        | PC                          |
| Anstoss 2                                                   | 1997        | PC                          |
| Anstoss 2 Gold                                              | 1998        | PC                          |
| Anstoss 2: Extra Time (Anstoss 2: Verlängerung)             | 1998        | PC                          |
| Extreme 500                                                 | 1998        | PlayStation                 |
| Anstoss 3                                                   | 2000        | PC                          |
| Patrician II: Quest for Power                               | 2001        | PC                          |
| Anstoss Action                                              | 2001        | PC                          |
| Anstoss 4 International                                     | 2002        | PC                          |
| Piłkarskie Mistrzostwa Świata 2002: Japonia-Korea           | 2002        | PC                          |
| Ballerburg (Ballerburg: Castle Siege)                       | 2002        | PlayStation, PC             |
| Port Royale                                                 | 2003        | PC                          |
| Piraci Nowego Świata (Pirate Hunter)                        | 2003        | PC                          |
| Pirate Hunter: Seize & Destroy                              | 2003        | PC                          |
| Patrician III: Rise of the Hanse                            | 2003        | PC                          |
| Anstoss 4: Edition 03/04                                    | 2003        | PC                          |
| Sacred                                                      | 2004        | PC, Linux                   |
| Port Royale 2                                               | 2004        | PC                          |
| The Great Art Race                                          | 2004        | PC                          |
| Arena Wars                                                  | 2004        | PC                          |
| Sacred Plus                                                 | 2004        | PC                          |
| Anstoss 2005                                                | 2004        | PC                          |
| Sacred: Podziemia                                           | 2005        | PC                          |
| Sacred Gold                                                 | 2005        | PC                          |
| Anstoss 2007                                                | 2006        | PC                          |
| DarkStar One                                                | 2006        | PC, Xbox 360                |
| Piraci Nowego Świata 2: Dwa Skarby (Tortuga: Two Treasures) | 2007        | PC                          |
| Sacred 2: Fallen Angel                                      | 2008        | PC, PlayStation 3, Xbox 360 |
| Sacred 2: Władca Smoków                                     | 2009        | PC                          |

## Gry wydane przez Ascaron
| Gra                                                        | Rok wydania | Platforma |
| ---------------------------------------------------------- | ----------- | --------- |
| Devastation                                                | 2003        | PC        |
| My Pony Stables                                            | 2006        | PC        |
| Blitzkrieg 2: Droga ku Wolności (Blitzkrieg 2: Liberation) | 2006        | PC        |
| World War One                                              | 2008        | PC        |